# بیته‌نوری
بیته‌نوری یک منطقهٔ مسکونی در عراق است که در استان دهوک واقع شده‌است.